# محطة عقارات جميرا للجولف (مترو دبي)
محطة عقارات جميرا للجولف (بالإنجليزية: Jumeirah Golf Estates station)‏؛ هي محطة نقل سريع على الخط الأحمر لشبكة مترو دبي التي تخدم دبي في الإمارات العربية المتحدة، تعد رابع محطات مسار 2020 الذي ينتهي في محطة إكسبو حيث موقع إكسبو 2020.